# San Marco Evangelista
San Marco Evangelista là một đô thị ở tỉnh Caserta trong vùng Campania của Ý, có vị trí cách khoảng 25 km về phía đông bắc của Napoli và khoảng 4 km về phía nam của Caserta. Tại thời điểm ngày 31 tháng 12 năm 2004, đô thị này có dân số 6.022 người và diện tích là 5,5 km².
San Marco Evangelista giáp các đô thị: Capodrise, Caserta, Maddaloni, Marcianise, San Nicola la Strada.